# Oise (megye)
Koordináták: é. sz. 49° 23′, k. h. 2° 25′49.383333°N 2.416667°E
Oise (IPA: [waz]) megye a 83 eredeti département egyike, amelyeket a francia forradalom alatt, 1790. március 4-én hoztak létre.

## Földrajz
Franciaország északi részén, Párizstól 35 km-re északra fekszik, Hauts-de-France régió (2015 végéig Pikárdia régió) része. A szomszédos megyék, Somme, Aisne, Seine-et-Marne, Val-d’Oise, Eure és Seine-Maritime. 
Az Oise és a Aisne folyók haladnak keresztül rajta. Kiterjedt erdőségek találhatók a megyében, főleg az Oise partján.

## Közigazgatás
| Oise megye kerületei és kantonjai | Kerület   | Népesség (2010) | Terület (km²) | Népsűrűség (fő/km²) | Kantonok száma | Községek száma |
| Oise megye kerületei és kantonjai | Beauvais  | 221 941         | 2100          | 105,7               | 14             | 258            |
| Oise megye kerületei és kantonjai | Clermont  | 127 728         | 1142          | 111,8               | 7              | 146            |
| Oise megye kerületei és kantonjai | Compiègne | 179 814         | 1275          | 141                 | 10             | 156            |
| Oise megye kerületei és kantonjai | Senlis    | 274 112         | 1344          | 204                 | 10             | 133            |

## Települések
A megye legnagyobb városai 2011-ben:

| Település           | Népesség (fő, 2011) |
| ------------------- | ------------------- |
| Beauvais            | 54 189              |
| Compiègne           | 40 517              |
| Creil               | 33 601              |
| Nogent-sur-Oise     | 18 833              |
| Senlis              | 16 170              |
| Crépy-en-Valois     | 14 058              |
| Noyon               | 13 593              |
| Méru                | 13 269              |
| Montataire          | 12 500              |
| Pont-Sainte-Maxence | 11 775              |
| Chantilly           | 10 876              |
| Clermont            | 10 573              |

## Galéria

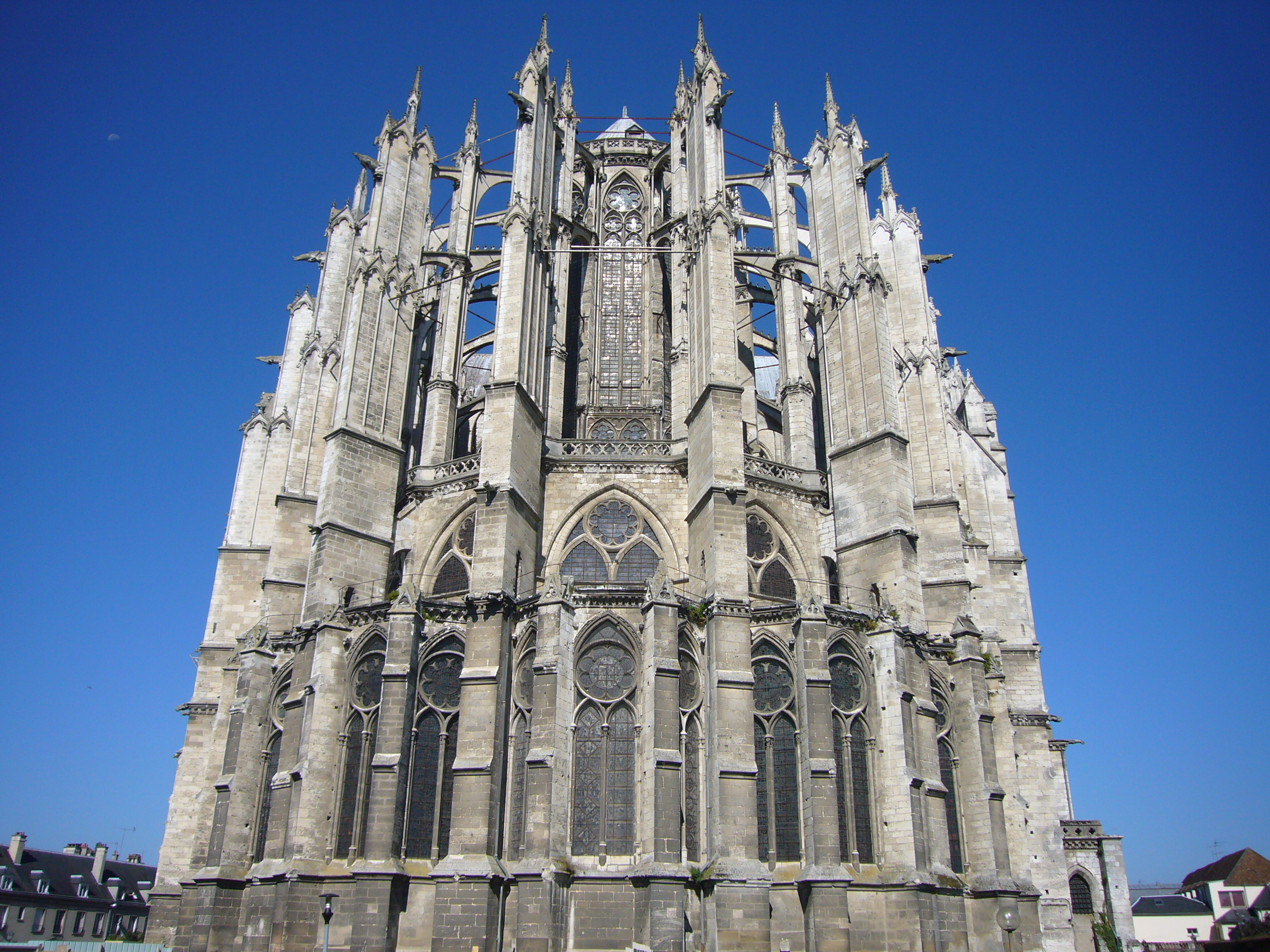
Beauvais katedrálisa
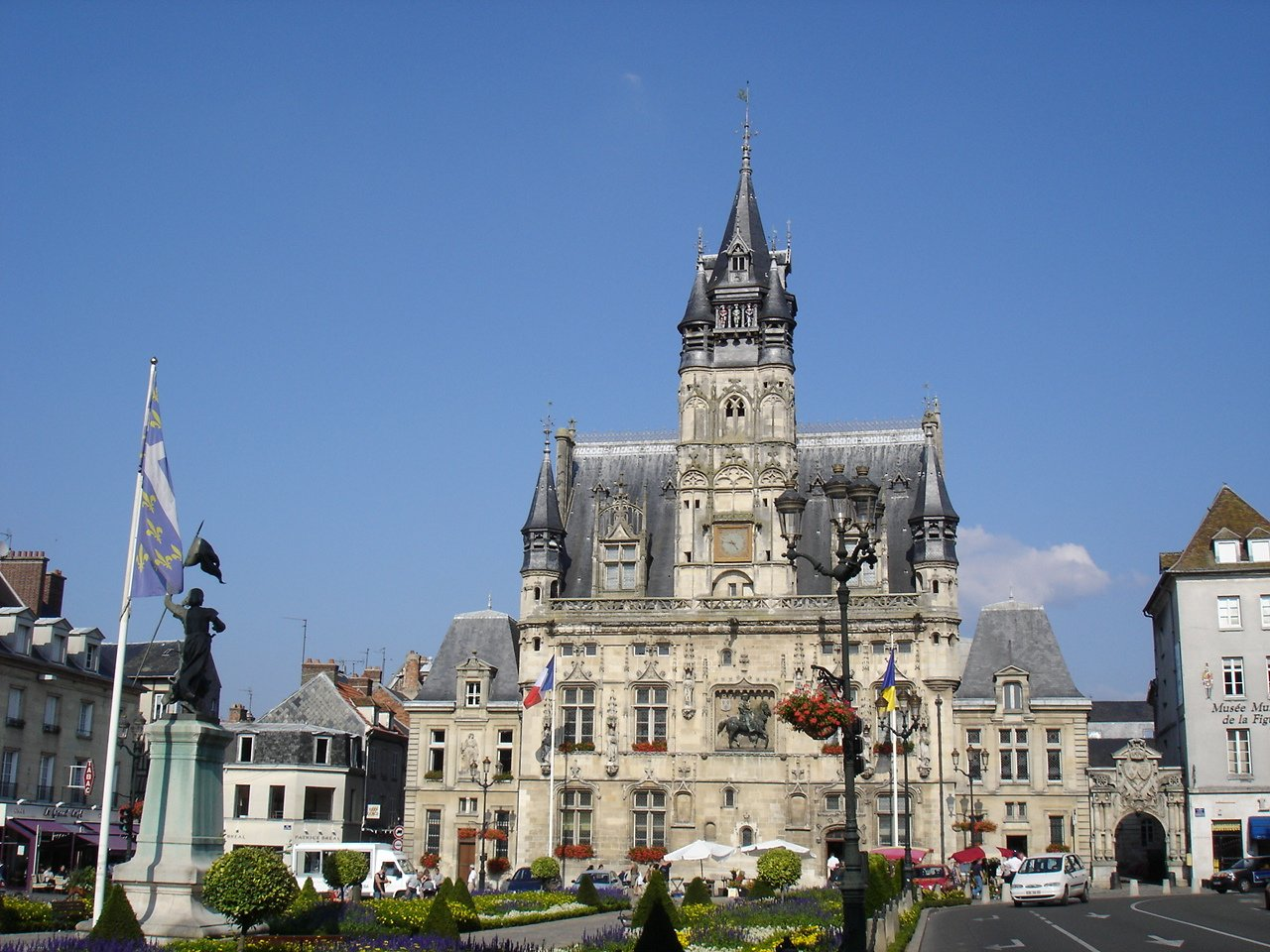
A compiègne-i városháza
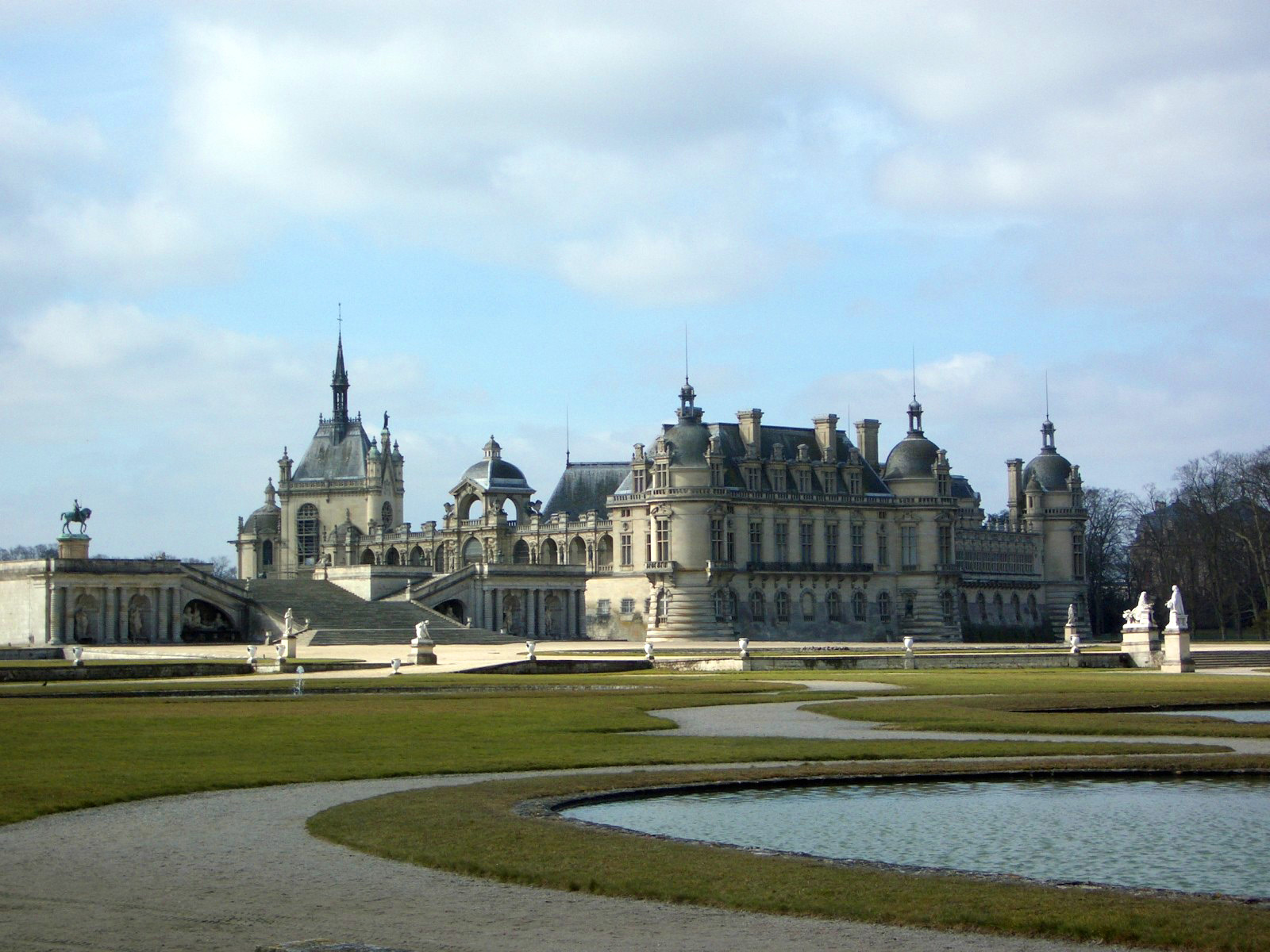
A chantilly-i kastély parkja
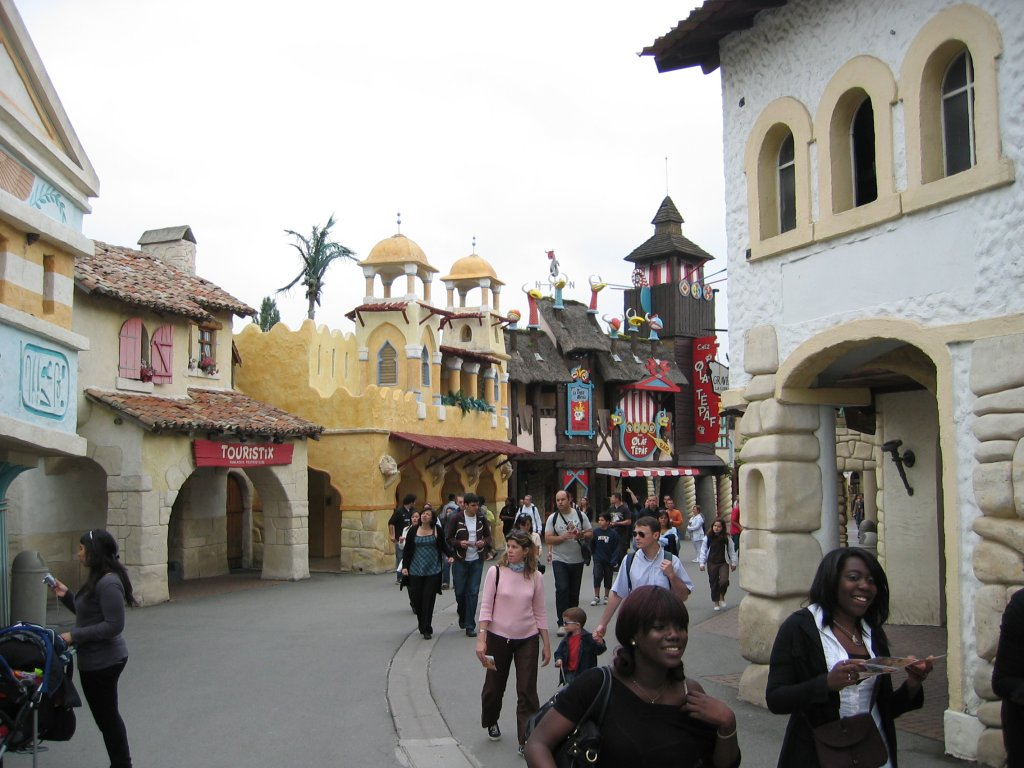
Astérix-park